# Sandholmen, Borgå
Sandholmen är en halvö i Finland.   Den ligger i landskapet Nyland, i den södra delen av landet, 50 km öster om huvudstaden Helsingfors. Sandholmen ligger på ön Storpellinge.